# Гроссман, Генрик
Генрик Гроссман (пол. Henryk Grossmann; 14 апреля 1881, Краков — 24 ноября 1950, Лейпциг) — польский экономист,  теоретик марксизма и педагог, троцкист.

## Биография
Генрик Гроссман родился 14 апреля 1881 года в городе Кракове в семье шахтовладельца. Учился в Краковском и Венском университетах. Вместе с Карлом Радеком участвовал в польском социалистическом студенческом движении. В 1905 году вышел из Польской социал-демократической партии Галиции и Силезии-Цешина, став секретарём и теоретиком Еврейской социал-демократической партии. После войны вступил в Коммунистическую рабочую партию Польши.
В Вене занимался под руководством Карла Грюнберга. По его приглашению работал в Институте социальных исследований (de:Institut für Sozialforschung, Франкфурт-на-Майне); преподавал в Варшавском и Лейпцигском университетах. За несколько месяцев до биржевого краха 1929 года был издан труд Гроссмана «Закон накопления и краха капиталистической системы». В 1933 году эмигрировал сначала во Францию, затем в США. С 1949 года профессор экономики в Лейпцигском университете (Восточная Германия).
Генрик Гроссман умер 24 ноября 1950 года в городе Лейпциге.
Перри Андерсон считает, что можно говорить о чисто польской школе марксистской политической экономии, в которую входят Роза Люксембург, Наталия Мошковска, Михал Калецки и Генрик Гроссман.

## Основные произведении
- «Теория экономических кризисов» (Teorja kryzysów gospodarczych, 1925).
- «Симон де Сисмонди и его экономическая теория» (Simonde de Sismondi et ses theories economiques, 1926).
- Die Akkumulations- und. Zusammenbruchsgesetz des kapilalislischen Systems. — Leipzig, 1929.
- «Общественные основы механистической философии и мануфактура» (Die gesellschaftlichen Grundlagen der mechanistischen Philosophie und die Manufaktur, 1935).